# Chanty-Mansijsk
Chanty-Mansijsk (rusky Ханты-Мансийск, chantyjsky Ёмвош, mansijsky Абга) je město v Rusku. Jde o administrativní středisko Chantymansijského autonomního okruhu – Jugry. Žije zde přibližně 106 tisíc obyvatel. Jako středisko naftového průmyslu patří k nejbohatším městům Ruska. Ve městě se nacházel český honorární konzulát.
Chanty-Mansijsk se nachází na jihozápadní Sibiři na řece Irtyši, 15 kilometrů od jejího soutoku s Obem.

## Historie
Město bylo založeno v roce 1930 jako sídliště pro dělníky s názvem Osťako-Voguľsk (rusky: Остяко-Вогульск). Pojmenování vzniklo podle dřívějších jmen Osťakové a Vogulové, používaného pro Chanty a Mansijce. Na Chanty-Mansijsk byl přejmenován v roce 1940 a v roce 1950 se stal městem, když se sloučil s blízkou vesnicí Samarovo, která byla známa už v roce 1637.
V roce 2004 byl ve městě otevřen most spojující břehy řeky Irtyš. Je dlouhý 1316 metrů.

## Centrum sportu
Chanty-Mansijsk je dějištěm řady sportovních akcí. Byl tu postaven biatlonový stadion, který hostil mistrovství světa v biatlonu v letech 2003 a v rámci světového poháru i v roce 2005. Konají se tu i závody světového poháru v běhu na lyžích. Ve městě sídlí hokejový tým HC Jugra Chanty-Mansijsk, který hraje v KHL.
Je také častým pořadatelem šachových událostí. V roce 2005 hostil mistrovství světa v šachu, v roce 2007 a 2014 se tam v turnaji utkali kandidáti mistrovství světa a v roce 2010 byl Chanty-Mansijsk pořadatelem Šachové olympiády.

## Galerie

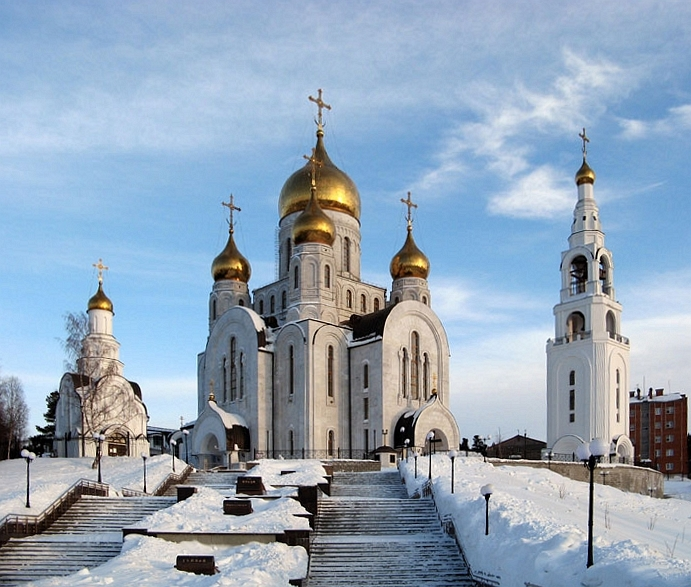
Chrám Kristova vzkříšení
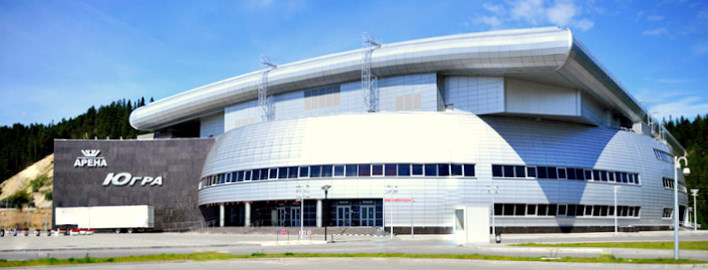
Jugra Arena
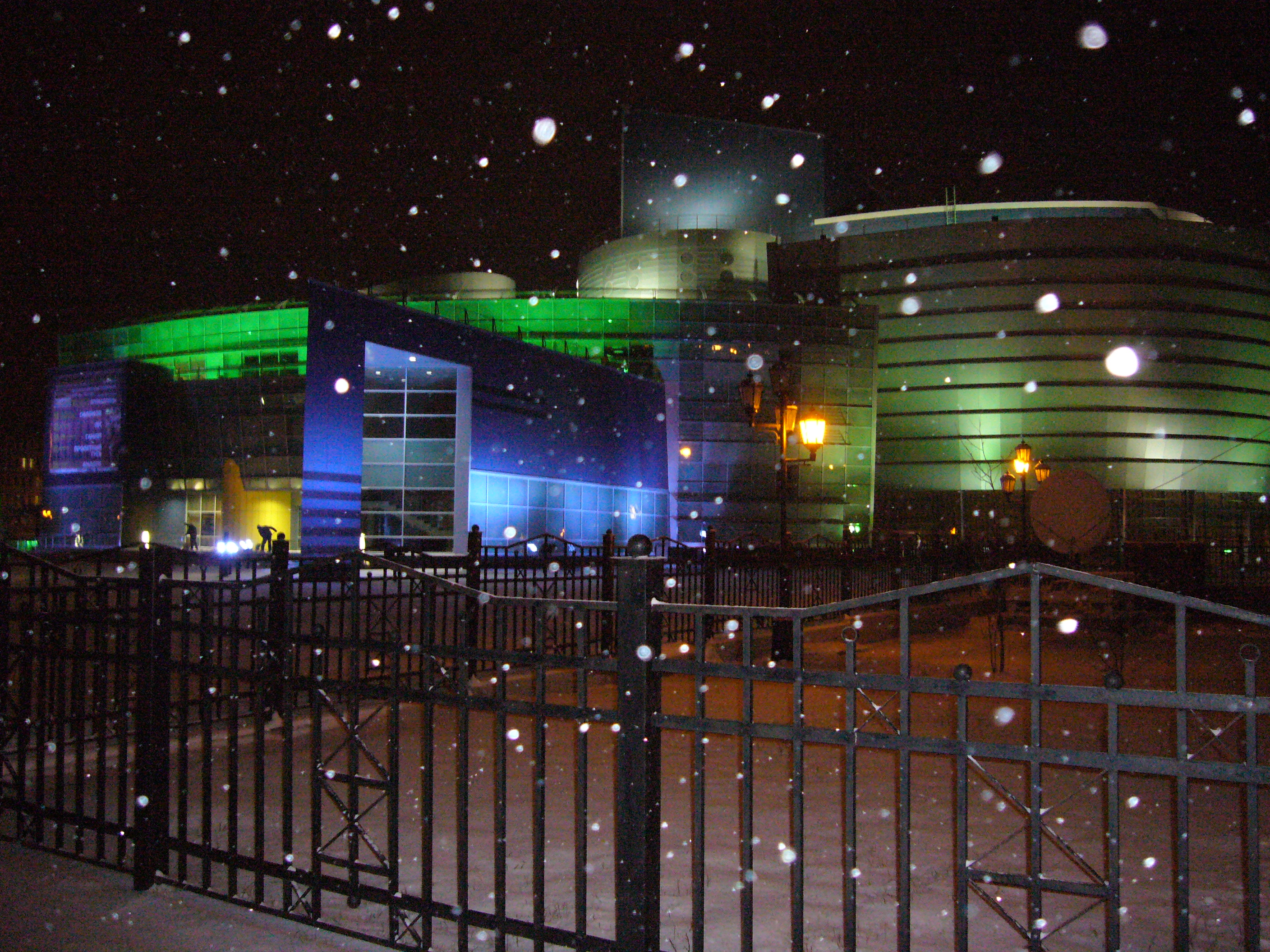
Divadlo
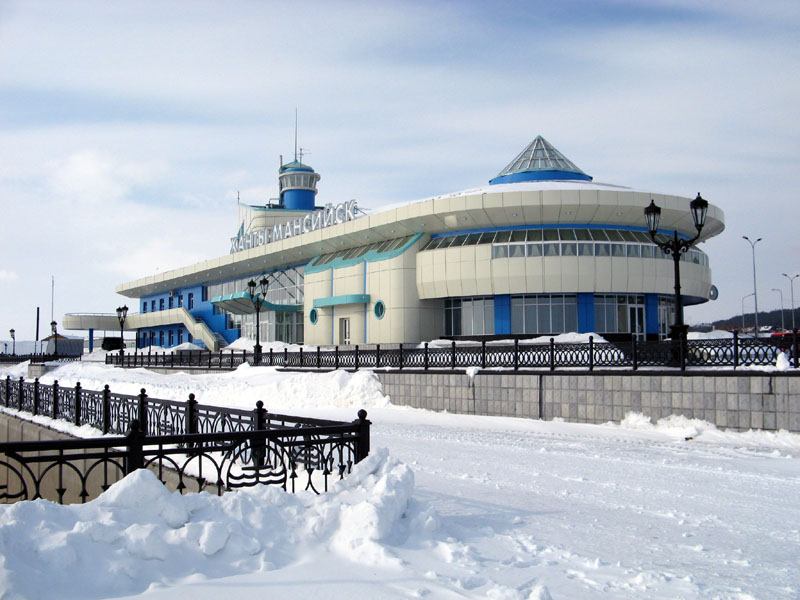
Říční přístav